# 横浜北トンネル
横浜北トンネル（よこはまきたトンネル）は、首都高速神奈川7号横浜北線のトンネルで、2017年の開通時点において横浜市内で最長の道路トンネルである。

## 施工
第三京浜道路と接続する横浜港北ジャンクションと、首都高速横羽線および大黒線と接続する生麦ジャンクションとを結ぶ横浜市道高速横浜環状北線（路線呼称 首都高速神奈川7号横浜北線）は、2000年7月14日に都市計画決定した。8.2kmの路線延長のうち約7割に相当する5.9kmはトンネル構造を採る。外回り（生麦方面行き）・内回り（港北方面行き）それぞれ1本ずつのトンネルからなり、両端の坑口付近を除く約5.5kmはシールド工法で掘削された。トンネルの大部分を、区分地上権を設定したうえで民有地の地下に建設したことも特徴の一つである。
大林組・奥村組・西武建設の共同企業体により施工された。シールドトンネルはいずれも新横浜出入口の付近の発進縦坑から掘り進められ、外回りは2010年12月に発進して2013年10月に、内回りは2011年1月に発進して2014年3月に貫通した。発生した残土の総量は約140万立方メートル。搬出口となる発進縦坑付近の住宅地への影響を避けるため鶴見川の対岸まで800mのベルトコンベアで運び、1日あたり600台のダンプカーで搬出された。
横浜北線は2017年3月18日に開通したが、トンネルのほぼ中間の馬場出入口は用地取得の遅れなどにより3年近く後の2020年2月27日に供用開始した。

## 構造

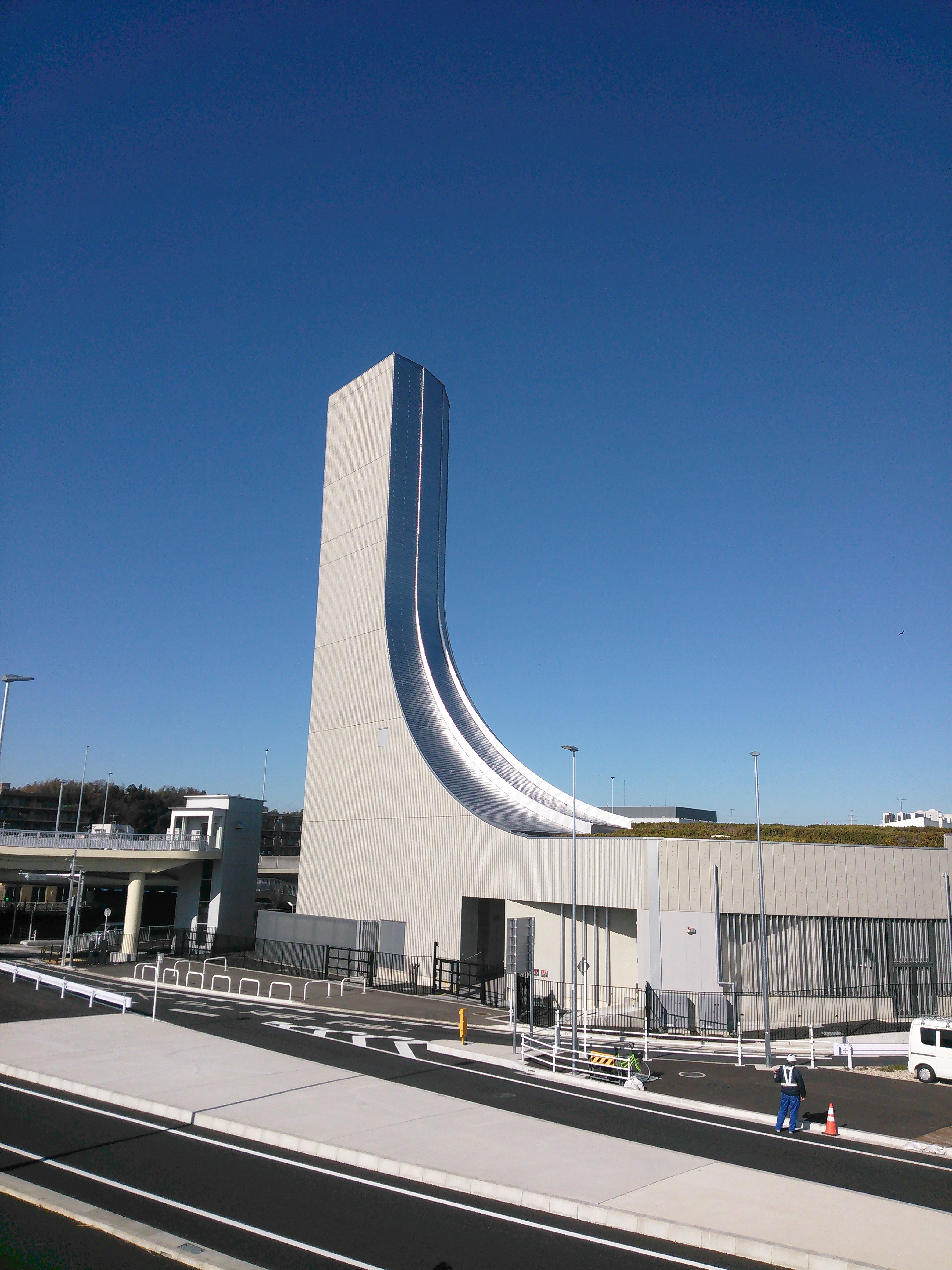
新横浜換気塔

シールドトンネルは外径12.3m、内径11.5m。内回り・外回りのトンネルが約6m隔てて1本ずつ通されている。掘削には重量約2000トンのシールドマシンが内回り・外回りにそれぞれ投入され、最速時には1日約24メートルの速さで掘り進んだ。子安台換気所まで掘り終えるとシールドマシンは解体されたが、一部はトンネルの構造体として残されている。トンネルの壁にあたるセグメントには鋼繊維補強コンクリート（SFRC）に耐火性を持つポリプロピレン短繊維を混入した「耐火型SFRCセグメント」が採用された。火災の際にはポリプロピレンが融解することにより内部に空隙を形成。コンクリート中に含まれる水分をこの空隙によって逃がすことで、熱による損傷の軽減や修復の容易さを図った。
円筒形のトンネルの上2/3は2車線の車道、その下1/3の空間は避難通路として使用されている。車道から避難通路への避難口はすべり台式で、250m間隔で設置されている。600kgの錘の重量で開く仕組みで、電力を使用しないため停電の影響を受けない。他に安全設備としてトンネル内ラジオ再放送設備、25m間隔の火災検知器、50m間隔の消火器・消火栓、100m間隔の非常電話などが設置されている。5000mを越える長大トンネルであり、鶴見川の下をくぐる水底トンネルでもあることから危険物積載車両の通行は規制されている。
馬場出入口の地上部は住宅街に位置し、十分な施工スペースが確保できなかったことから開削工法によらない分合流拡幅工事が行われた。施工範囲となる土中に薬液を注入し止水層を構築。一旦出来あがったシールドトンネルのセグメントの一部を取り外し、完成時のトンネル壁面に沿うように鋼管製のパイプルーフを打ち込む。トンネル内からパイプルーフの際に向かって掘削し、セグメントと同等の強度のコンクリート壁を構築する。このようにして、出入口の分岐・合流部の空間が構築された。トンネル内の換気は、通行車両による空気の流れを利用した縦流換気方式が採用されており、火災発生時には天井に設置されたジェットファンで煙の流れが制御される。新横浜、馬場、子安台の3か所に設けられた換気塔はグッドデザイン賞を受賞した。
本トンネルや鶴見川沿いの高架橋、大熊川トラス橋などを含む横浜北線のトータルデザインは、2018年に土木学会デザイン賞最優秀賞を受賞している。